# Chevrolet Cruze J400
Der Chevrolet Cruze (interne Typbezeichnung J400 im GM-Korea-Schema bzw. D2LC im globalen GM-Schema) ist ein Pkw-Modell des Automobilherstellers General Motors, der zu der Kompaktklasse gezählt wird.

## Plattform
Das Fahrzeug nutzt die gleiche Plattform (D2XX-Plattform) wie der Opel Astra K.

## Chinesische Version (2014–2016)

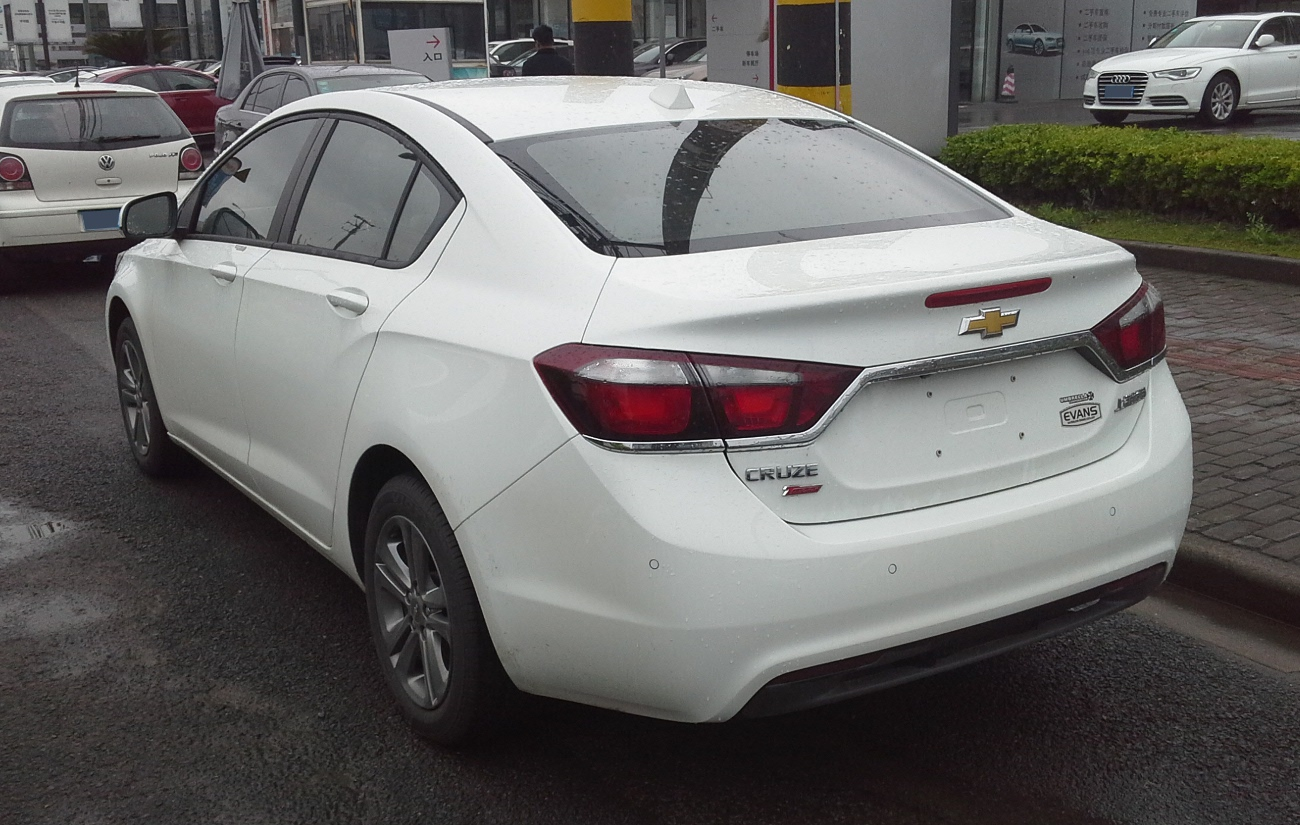
Heckansicht

Auf der Auto China im April 2014 präsentierte Chevrolet die zweite Generation des Cruze als Limousine für den chinesischen Markt. Das Fahrzeug kam am 22. August 2014 in den Handel. In anderen Ländern wurde weiterhin die erste Generation verkauft. Produziert wurde die Limousine von SAIC General Motors. Bereits nach zwei Jahren Bauzeit ersetzte Chevrolet den chinesischen Cruze durch die internationale Variante, die inzwischen auch in Nordamerika die erste Generation abgelöst hatte.

### Motoren
Angeboten wurden zwei R4-Ottomotoren angeboten: einer mit 1,5 Liter Hubraum mit einer maximalen Leistung von 84 kW und der andere mit 1,4 Liter Hubraum maximalen Leistung von 110 kW.

### Technische Daten
|                                            | 1.5                           | 1.4T DCG                         |
| ------------------------------------------ | ----------------------------- | -------------------------------- |
| Bauzeitraum                                | 08/2014–07/2016               | 08/2014–07/2016                  |
| Motorkenndaten                             |                               |                                  |
| Motorart                                   | Ottomotor                     | Ottomotor                        |
| Motorbauart                                | R4                            | R4                               |
| Hubraum                                    | 1490 cm³                      | 1399 cm³                         |
| max. Leistung bei min−1                    | 84 kW (114 PS) / 6600         | 110 kW (150 PS) / 5600           |
| max. Drehmoment bei min−1                  | 146 Nm / 4000                 | 235 Nm / 1600–4000               |
| Kraftübertragung                           |                               |                                  |
| Antrieb, serienmäßig                       | Vorderradantrieb              | Vorderradantrieb                 |
| Getriebe, serienmäßig                      | 5-Gang-Schaltgetriebe         | 7-Stufen-Doppelkupplungsgetriebe |
| Getriebe, optional                         | [6-Stufen-Automatikgetriebe]  | —                                |
| Messwerte                                  |                               |                                  |
| Höchstgeschwindigkeit                      | 185 km/h [180 km/h]           | 200 km/h                         |
| Beschleunigung, 0–100 km/h                 | 11,7 s [12,1 s]               | 9,9 s                            |
| Kraftstoffverbrauch auf 100 km, kombiniert | 6,0–6,1 l Super [6,2 l Super] | 5,9 l Super                      |
| Leergewicht                                | 1195–1225 kg [1260 kg]        | 1300 kg                          |
| Tankinhalt                                 | 47–52 l [52 l]                | 52 l                             |

Werte in eckigen Klammern gelten für Modelle mit Automatikgetriebe

## Internationale Version (2015–2023)

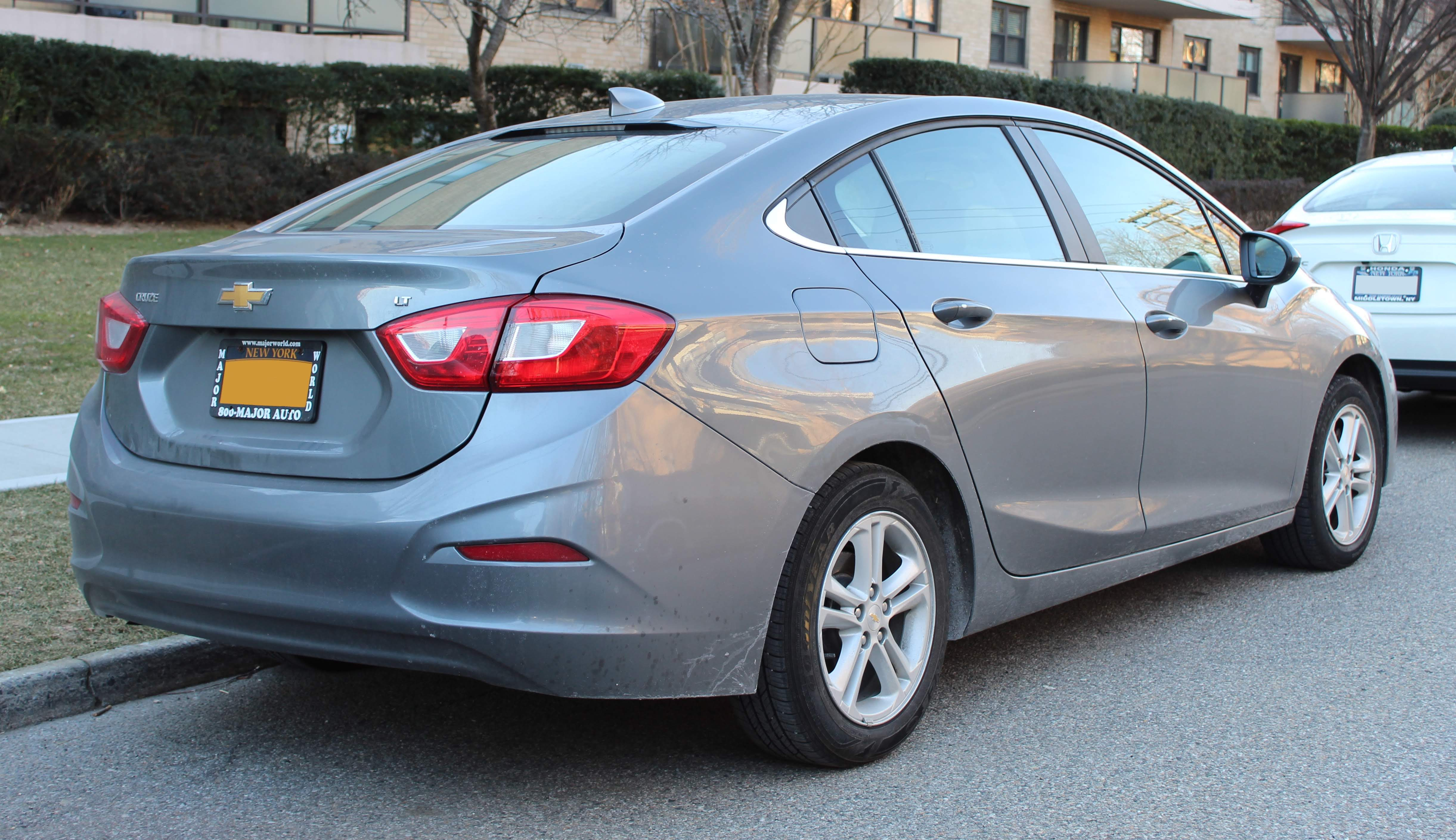
Heckansicht

Ende 2015 kam die zweite Generation des Cruze zunächst in Nordamerika als Limousine, die formal erstmals am 24. Juni 2015 im Fillmore Theatre in der Woodward Avenue in Detroit im US-Bundesstaat Michigan präsentiert wurde, auf den Markt. Die Schrägheck-Variante wurde im Januar 2016 auf der North American International Auto Show in Detroit präsentiert, sie wurde ab Ende 2016 verkauft.
Ursprünglich war der Marktstart bereits für Ende 2014 vorgesehen. Die Verschiebung ist auf technische Modifikationen zurückzuführen. Daher wurde die erste Generation länger verkauft als zunächst angedacht, lediglich in China wurde eine neue Cruze-Generation eingeführt. Diese wurde dann im Juli 2016 von der rund zehn Zentimeter längeren, nordamerikanischen Variante abgelöst. In Europa wurde die zweite Generation nicht verkauft, in Australien wurde die Limousine zwischen 2017 und 2019 als Holden Astra Sedan angeboten. In Brasilien wurde das Modell ab 2016 angeboten. Für das Modelljahr 2019 erhielt das Fahrzeug ein Facelift.
Für Nordamerika wurde Ende 2018 aufgrund von Umstrukturierungen bei GM beschlossen das Modell für den dortigen Markt einzustellen, auf den übrigen Märkten wurde es bis zum Produktionsende im Dezember 2023 weiterhin angeboten.

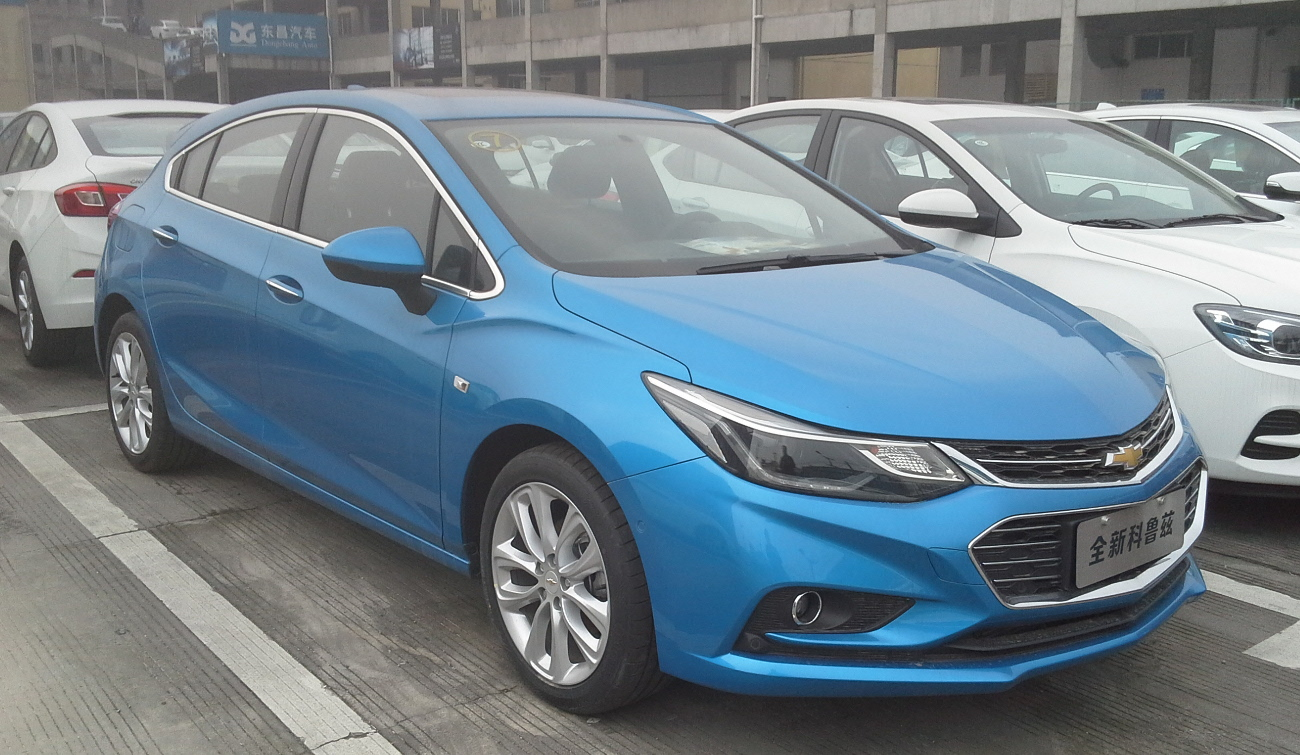
Chevrolet Cruze Schrägheck (2016–2018)
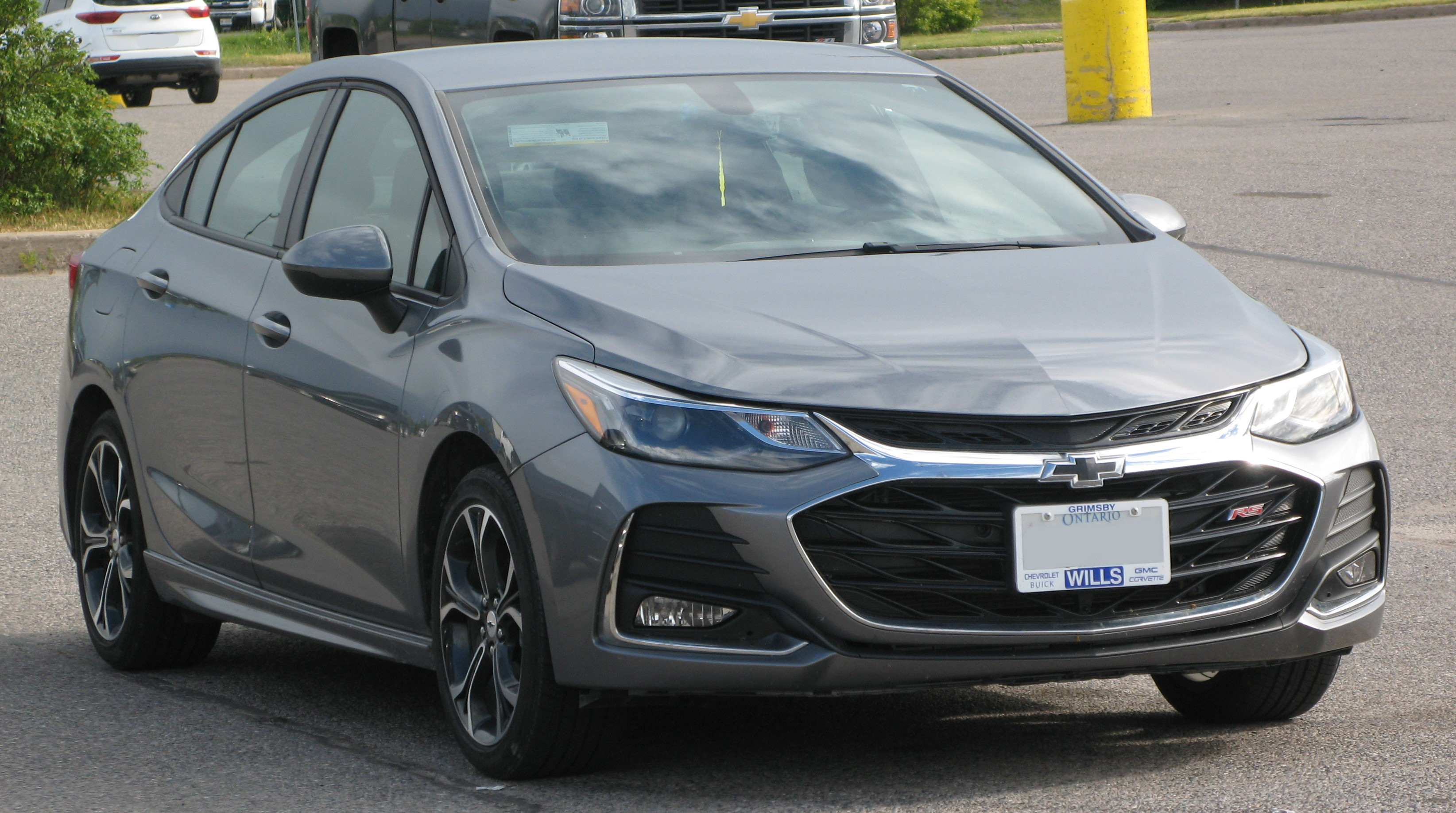
Frontansicht (2018–2023)
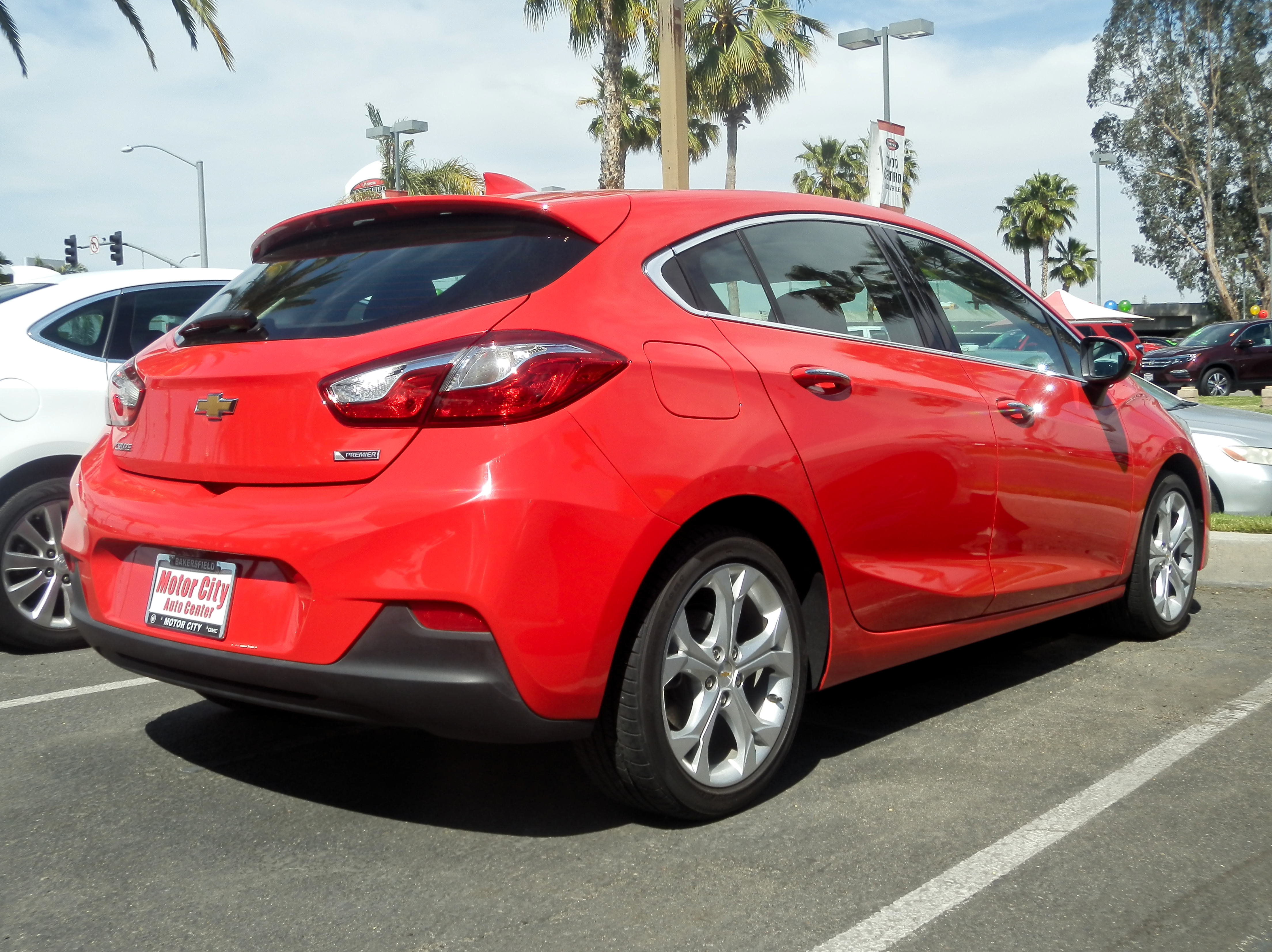
Heckansicht Schrägheck (2016–2018)
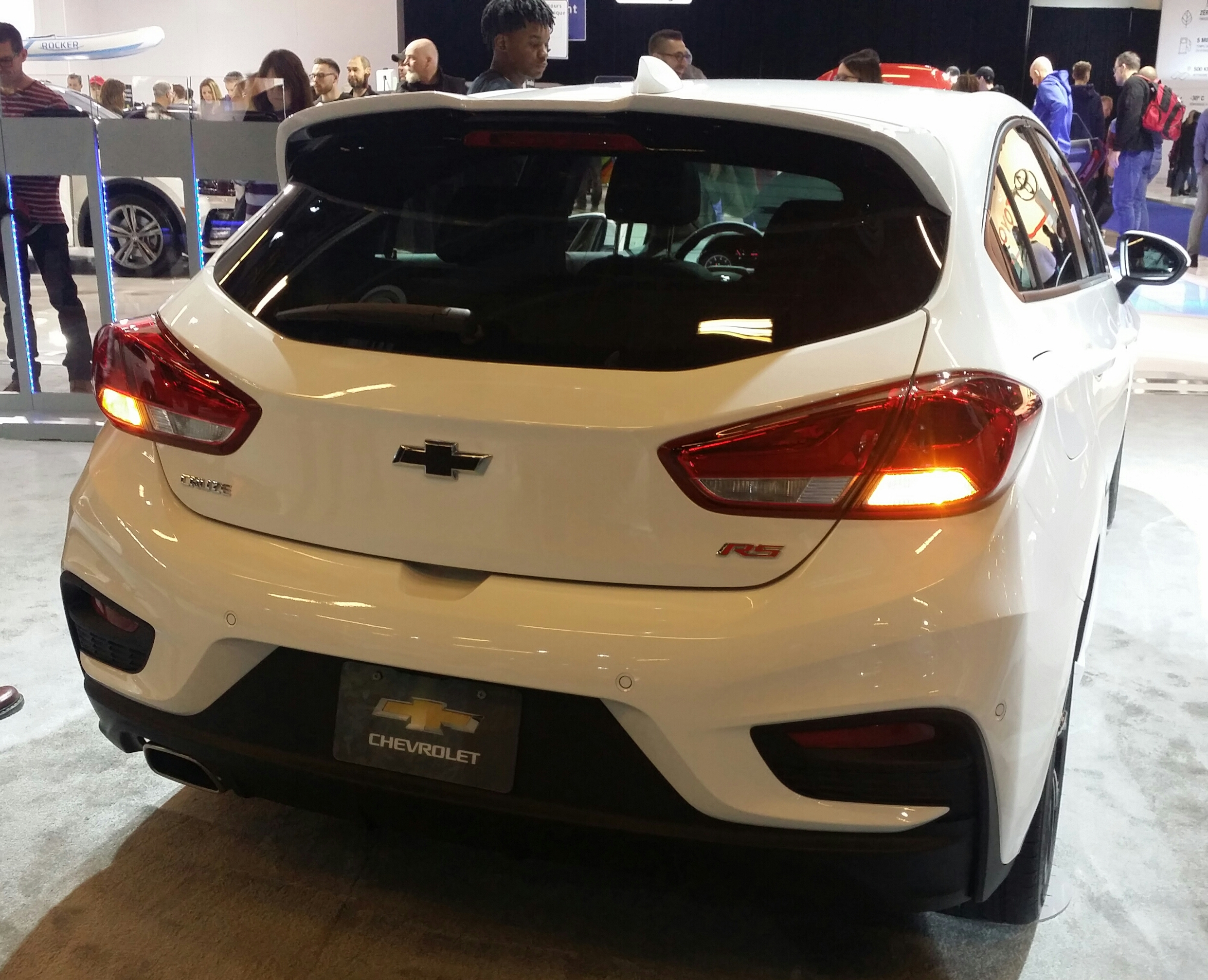
Heckansicht Schrägheck (2018–2023)

### Produktionsstandorte
Der Cruze J400 wurde in den GM-Werken Lordstown im US-Bundesstaat Ohio (Produktionsende im März 2019), Ramos Arizpe in Mexiko, Rosario in Argentinien, Norsom II in China (Produktionsende im Februar 2020) und Gunsan in Südkorea gebaut.

### Motoren
Es waren grundsätzlich dieselben Motoren (1,4-l- und 1,5-l-Ottomotoren) wie bei der Version von 2014 bis 2016 für China erhältlich.
In den USA wurde der Cruze zusätzlich mit einem turbogeladenem Dieselmotor mit einer maximalen Leistung von 102 kW angeboten.

### Technische Daten
|                                            | 1.5                          | 1.4T                             | 1.6 Diesel                   |
| ------------------------------------------ | ---------------------------- | -------------------------------- | ---------------------------- |
| Bauzeitraum                                | 07/2016–02/2020              | 07/2016–12/2023                  | 2017–2019                    |
| Motorkenndaten                             |                              |                                  |                              |
| Motor                                      | Ottomotor                    | Ottomotor                        | Dieselmotor                  |
| Motortyp                                   | R4                           | R4                               | R4                           |
| Hubraum                                    | 1490 cm³                     | 1399 cm³                         | 1598 cm³                     |
| max. Leistung bei min−1                    | 84 kW (114 PS) / 6600        | 110 kW (150 PS) / 5600           | 102 kW (139 PS) / 3700       |
| max. Drehmoment bei min−1                  | 146 Nm / 4000                | 240 Nm / 2000–4000               | 325 Nm / 1500                |
| Tankinhalt                                 | 52 l                         | 52 l                             | 53 l                         |
| Kraftübertragung                           |                              |                                  |                              |
| Antrieb, serienmäßig                       | Vorderradantrieb             | Vorderradantrieb                 | Vorderradantrieb             |
| Getriebe, serienmäßig                      | 6-Gang-Schaltgetriebe        | 7-Stufen-Doppelkupplungsgetriebe | 6-Gang-Schaltgetriebe        |
| Getriebe, optional                         | [6-Stufen-Automatikgetriebe] | —                                | [9-Stufen-Automatikgetriebe] |
| Messwerte, Limousine                       |                              |                                  |                              |
| Höchstgeschwindigkeit                      | 185 km/h [180 km/h]          | 200 km/h                         |                              |
| Beschleunigung, 0–100 km/h                 | 11,7 s [12,1 s]              | 9,9 s                            |                              |
| Kraftstoffverbrauch auf 100 km, kombiniert | 5,9 l Super [6,1 l Super]    | 5,7 l Super                      | 6,4 l Diesel [6,4 l Diesel]  |
| Leergewicht                                | 1240 kg [1270 kg]            | 1310 kg                          |                              |
| Messwerte, Schrägheck                      |                              |                                  |                              |
| Höchstgeschwindigkeit                      | 185 km/h [180 km/h]          | 200 km/h                         |                              |
| Beschleunigung, 0–100 km/h                 | 12,1 s [12,3 s]              | 9,9 s                            |                              |
| Kraftstoffverbrauch auf 100 km, kombiniert | 5,9 l Super [6,2 l Super]    | 5,7 l Super                      | 6,7 l Diesel [6,7 l Diesel]  |
| Leergewicht                                | 1250 kg [1280 kg]            | 1315 kg                          |                              |

Werte in eckigen Klammern gelten für Modelle mit Automatikgetriebe